# ماریکل فینا
ماریکل فینا (انگلیسی: Maricel Voinea؛ زادهٔ ۱۷ march ۱۹۵۹ (۶۶ سال)) ورزشکار هندبال اهل رومانی است.
وی در مسابقات کشوری و بین‌المللی در مجموع برندهٔ ۳ مدال برنز شده‌است.